# Список керівників держав 50 року
Список керівників держав 50 року — це перелік правителів країн світу 50 року
Список керівників держав 49 року — 50 рік — Список керівників держав 51 року — Список керівників держав за роками

## Європа
- Боспорська держава — цар Котіс I (45-63)
- плем'я бригантів — королева Картімандуя (43-69)
- Ірландія — верховний король Фіаху Фіннолах (38-55)
- плем'я іценів — тигерн (вождь) Прасутаг (47-60)
- плем'я катувеллаунів — вождь Каратак (43-50)
- плем'я регніїв — король Тіберій Клавдій Когідубній
- Римська імперія
  - імператор Клавдій (41-54)
  - консул Гай Антістій Вет
  - консул Марк Суіллій Неруллін

## Азія
- Адіабена — цар Ізат II (34-55) і цариця Єлена (30-58)
- Бану Джурам (Мекка) — шейх Бакіла (45-60)
- Велика Вірменія — цар Мітридат (42-51)
- Диньяваді — Нала Майю (37-68)
- Іберійське царство — цар Фарасман I (35-60)
- Індо-парфянське царство (Маргіана) — цар Гондофар (20-50), його змінив племінник Абдагас I (50-70)
- Китай
  - Династія Хань — імператор Гуан У (Лю Сю) (27-57)
- Корея
  - племінний союз Кая — Суро
  - Когурьо — тхеван (король) Мобон (48-53)
  - Пекче — король Тару (29-77)
  - Сілла — ісагим (король) Юрі (24-57)
- Коммагена — цар Антіох IV (41-72)
- Кушанська імперія — Куджула Кадфиз (30-80)
- Мала Вірменія — цар Котис IX (38-54)
- Набатейське царство — цар Маліх II (40-70)
- Осроена — цар Абгар V Уккама (13-50), його змінив цар Ману V (50-57)
- Персія
  - Парфія — шах Готарз II (40-52)
- Понтійське царство — цар Полемон II (38-64)
- Царство Сатаваханів — магараджа Гауракрішна Сатавахана (31-56)
- Сипау (Онг Паун) — Сау Кам Таут (36-72)
- сарматське плем'я сіраків — династ Зорсіна
- Хим'яр — цар Каріб'їл Ватар Юган'ім I.
- Шрикшетра — Бхерінда (39-51)
- Японія — Імператор Суйнін (29 до н. е.—70 н. е.)

## Африка
- Аксумське царство — цар Зоскал
- Царство Куш — цар Аманітенмеміде (47-62)